# Liste Rockenhausener Persönlichkeiten
Die Liste Rockenhausener Persönlichkeiten enthält bedeutende Persönlichkeiten mit Bezug zu Rockenhausen, geordnet nach Personen, die in der Stadt geboren wurden, beziehungsweise in Lauterecken gewirkt haben. Die Liste erhebt keinen Anspruch auf Vollständigkeit.

## Ehrenbürger
- Adolf Wagner, Beigeordneter, ernannt 1968
- Daniel-Henry Kahnweiler (1884–1979), Kunsthistoriker und Galerist, ernannt 1970
- Armin Engel (1924–2014), Stadtchronist, ernannt 1991
- Georges Batiget (1930–2011), Bürgermeister der französischen Partnerstadt Rognac, ernannt 2001
- Ulrich Putsch (* 1937), Unternehmer, ernannt 2002
- Karl-Heinz Seebald (* 1948), Politiker (SPD), Stadtbürgermeister mit 31 Jahren Amtszeit[1], ernannt 2019

## Söhne und Töchter der Stadt

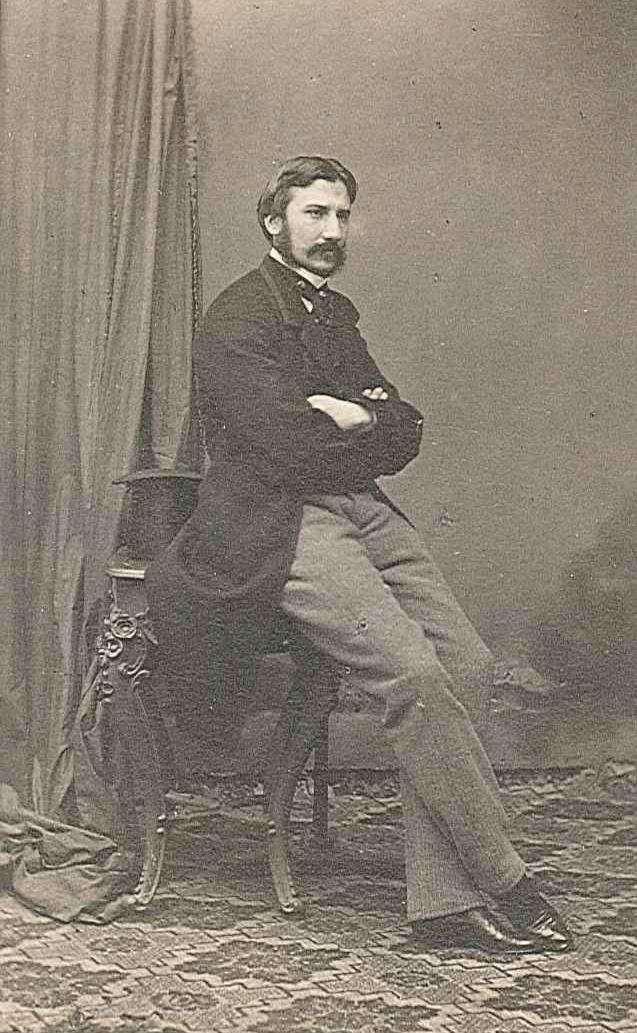
Max von Lerchenfeld

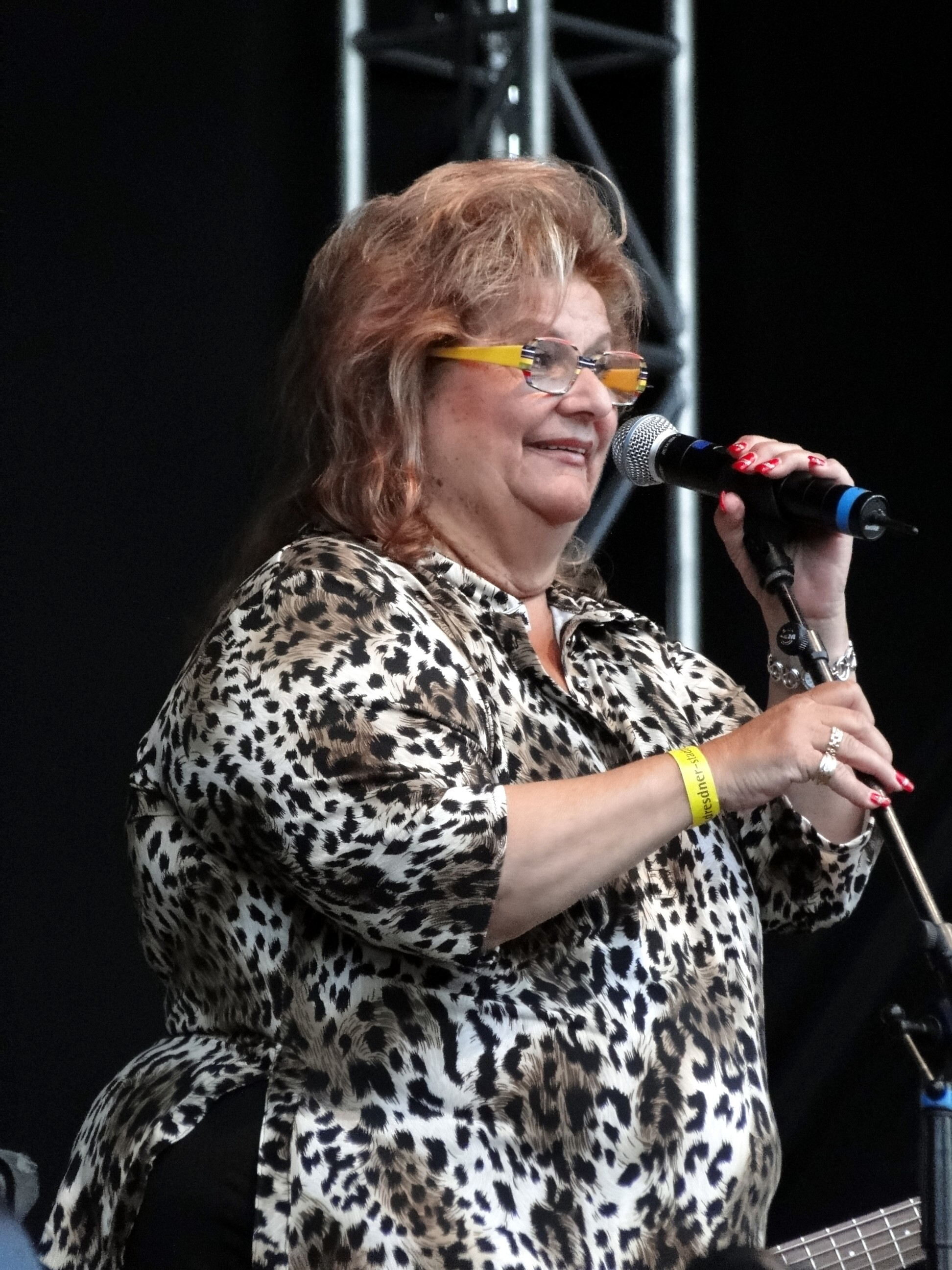
Joy Fleming

### Jahrgänge bis 1900
- Philipp Christian Schmidt II. (1794–nach 1832), Orgelbauer
- Philipp Wilhelm Schmidt (1798–nach 1832), Orgelbauer
- Max von Lerchenfeld (1842–1893), Politiker (Deutsche Reichspartei)
- Julius Hans (1845–1931), evangelischer Theologe, Pfarrer in Augsburg und Schriftsteller
- Damian Kreichgauer SVD (1859–1940), Priester, Astronom und Geologe
- Valentin Schäfer (1882–1938), Politiker (SPD)

### 20. Jahrhundert
- Werner Lederle (1905–1977), Oberbürgermeister von Neustadt an der Weinstraße, Stadtrat in München
- Kurt Seeberger (1913–1994), Journalist und Autor
- Adolf Wilhelm Rothley (1920–1971), Politiker (SPD)
- Gerhard Huy (1940–2002), Politiker (NPD)
- Uta Frith (* 1941), Psychologin
- Joy Fleming (1944–2017), Sängerin
- Jörg Mattheis (* 1944), Leichtathlet
- Reinold Rehberger (* 1946), Journalist und Autor
- Manfred Lenz (1947–2021), Fußballspieler
- Karl-Friedrich Geißler (* 1952), Verleger
- Georg Miehe (* 1952), Geograph
- Hubert Neu (* 1953), Fußballtrainer
- Bärbel Rothhaar (* 1957), Künstlerin
- Stefan Forster (* 1958), Architekt
- Heike Arnold (* 1959), Unternehmerin
- Stefan Dech (* 1960), Geograph und Hochschullehrer
- Bruno Eckhardt (1960–2019), Physiker und Hochschullehrer
- Winfried Braun (* 1961), Aktionskünstler
- Christoph Rösel (* 1964), evangelischer Theologe und Hochschullehrer
- Peter Rösel (* 1966), Künstler und Hochschulprofessor
- Ralf Müller-Terpitz (* 1967), Jurist und Hochschulprofessor
- Christian Montillon (* 1974), Autor
- Jonas Rapp (* 1994), Radrennfahrer

## Personen, die vor Ort gewirkt haben
- Suleiman Abuchater (1933–2018), Träger des Bundesverdienstkreuzes
- Peter Arnold, Architekt
- Luise-Charlotte Busch, Träger des Verdienstordens des Landes Rheinland-Pfalz
- Mirella Cina (* 1953/54), Schweizer Fußballspielerin, betreibt in Rockenhausen ein Fitnessstudio und einen Feinkostladen
- Jakob Demmerle (1897–1968), starb in Rockenhausen.
- Erika Ellrodt (* 1941), Trägerin des Bundesverdienstkreuzes
- Klaus Fresenius (* 1952), Maler, Grafiker, Bildhauer und Musiker, erhielt 1983 vor Ort den Förderpreis der Daniel-Henry-Kahnweiler-Gedenkstiftung
- Hans-Heinrich Fußer (* 1942), Maler und Grafiker, hielt 2020 im Museum Pachen eine Ausstellung ab
- Katharina Hauter (* 1983), Schauspielerin
- Stefan Hinze (* 1963), Marathonläufer, wohnt vor Ort
- Werner Hublitz (1926–2004), Steuerbeamter und Politiker (SPD), starb vor Ort
- Adam Karrillon (1853–1938), praktizierte bis 1883 in Rockenhausen.
- Christian Kruck (1925–1985), erhielt 1983 den Daniel-Henry-Kahnweiler-Preis der Stadt.
- Heinz Pachen (1922–2006), Kunstsammler, Begründer des Museums Pachen, Träger des Verdienstordens des Landes Rheinland-Pfalz
- Hella Pachen (1928–2007), Kunstsammlerin, Begründerin des Museums Pachen, Trägerin des Verdienstordens des Landes Rheinland-Pfalz
- Otto Rehhagel (* 1938), 1972 Fußballtrainer des FV Rockenhausen
- Kurt Rocker (1928–2020), Politiker (CDU), wohnte in Rockenhausen.
- Willi Rothley (* 1943), Politiker (SPD), 1984–2004 Mitglied des Europäischen Parlaments, wohnt in Rockenhausen
- Ludwig Schmidt, Architekt
- Peter Seeberger, Architekt
- Margot Stempel-Lebert (1922–2009), Bildhauerin, schuf vor Ort das Werk Triptychon und erhielt dafür 1982 den Daniel-Henry-Kahnweiler-Preis der Stadt
- Joachim Stöckle (1936–2013), Verwaltungsjurist und Politiker (CDU), war von 1964 bis 1968 beim Landratsamt in Rockenhausen tätig.
- Jens Werrmann (* 1985), Leichtathlet, der auf den 110-Meter-Hürdenlauf spezialisiert war, startete für die VT Rockenhausen
- Matthias Will (* 1947), Bildhauer, hielt 2017 im Kahnweilerhaus die Einzelausstellung Skulpturen und Zeichnungen ab